# Casa de locuit de pe str. Vasile Mahu, 119 (Orhei)
Casa de locuit de pe str. Vasile Mahu, 119 este o clădire amplasată pe str. Vasile Mahu, 119 în Orhei, Republica Moldova. Este un monument arhitectural de importanță națională inclus în Registrul monumentelor Republicii Moldova ocrotite de stat cu nr. 969 (raionul Orhei). Datează de la sf. sec. XIX.